# Un fauteuil sur la Seine
Un fauteuil sur la Seine, sous titré Quatre siècles d'histoire de France, est un essai d'Amin Maalouf paru en 2016.
Le livre retrace l'histoire du fauteuil 29 de l’Académie française, fauteuil qu'occupe l'auteur depuis 2011. L'ouvrage consiste en de courtes biographies des 18 écrivains qui l'ont occupé avant lui. Le fauteuil 29 devient ainsi un lieu de mémoire. En cela, le livre s'oppose à la tradition qui veut que le nouvel académicien ne fasse que le portrait, unique, de la personne qui l'a directement précédé dans son fauteuil.
Le livre est une « déclaration d'amour à la France », mêlant anecdotes et « grande Histoire ».

## Liste des occupants du fauteuil 29
1. 1634 : Pierre Bardin
2. 1637 : Nicolas Bourbon
3. 1644 : François-Henri Salomon de Virelade
4. 1670 : Philippe Quinault
5. 1688 : François de Callières, loué pour sa prescience par Amin Maalouf[4].
6. 1717 : André Hercule de Fleury
7. 1743 : Paul d'Albert de Luynes
8. 1788 : Jean-Pierre Claris de Florian
9. 1803 : Jean-François Cailhava de L'Estandoux
10. 1813 : Joseph-François Michaud, source importante pour le livre d'Amin Maalouf, Les Croisades vues par les Arabes[4].
11. 1840 : Pierre Flourens
12. 1868 : Claude Bernard
13. 1878 : Ernest Renan
14. 1893 : Paul-Armand Challemel-Lacour
15. 1897 : Gabriel Hanotaux
16. 1944 : André Siegfried
17. 1960 : Henry de Montherlant
18. 1973 : Claude Lévi-Strauss
19. 2011 : Amin Maalouf